# MDN Web Docs
MDN Web Docs, anteriormente Mozilla Developer Network, y antes Mozilla Developer Center, es el sitio web oficial de Mozilla para la documentación de estándares web y de los proyectos de Mozilla.

## Características
MDN Web Docs es un recurso para desarrolladores, mantenidos por la comunidad de desarrolladores voluntarios, que aloja muchos documentos sobre diferentes tecnologías web, como HTML5, JavaScript, CSS, Web APIs, Django, Node.js, WebExtensions y MathML. Para los desarrolladores web móviles, MDN provee documentación sobre temas como construir una aplicación móvil en HTML5, un complemento para móvil, y usar la localización en apps.

## Historia
El proyecto (originalmente llamado Mozilla Developer Center) empezó en 2005, liderado por el empleado de Mozilla Corporation, Deb Richardson; aunque desde 2006, el trabajo de documentación es liderado por Eric Shepherd.
El contenido inicial fue provisto por DevEdge de Netscape, para lo cual AOL concedió una licencia a Mozilla Foundation. Actualmente, MDN contiene una mezcla de la documentación migrada desde DevEdge y mozilla.org, así como contenido original añadido desde entonces. También fue migrada la documentación desde XULPlanet.com.
MDN tiene un foro de discusión y un canal de IRC, #mdn en la red Mozilla IRC Network. MDN es financiada por Mozilla Corporation con empleados y servidores.
Desde el lanzamiento de Brave, el 3 de octubre de 2016, el navegador incluye a Mozilla Developer Network como uno de sus motores de búsqueda predeterminados.
En 2017, MDN Web Docs se convirtió en la documentación principal de tecnologías web para Google, Samsung, Microsoft, y Mozilla. Microsoft empezó a redirigir páginas desde MSDN a MDN.
En 2019, Mozilla empezó una proyecto experimental para reescribir el sitio web en React (en vez de jQuery). Los contribuidores pueden editar los contenidos del sitio usando el editor viejo, que todavía es soportado.
El 25 de enero de 2021, se lanzó Open Web Docs, una organización sin fines de lucro para recolectar fondos para el desarrollo de MDN. El 26 de mayo del mismo año, Mozilla anunció MDN Plus, un servicio de paga con funciones adicionales y artículos extras llamados "MDN Deep Dives". El contenido preexistente seguiría siendo de acceso gratuito.

Logo de MDN Web Docs hasta marzo del 2022

El 1 de marzo de 2022, lanzó un rediseño de su interfaz, con el objetivo de modernizarla y facilitar la navegación. Asimismo, se eligió un nuevo logo a través de una votación dirigida a la comunidad.